# Симон Грюндель-Гельмфельт
Симон Грюндель-Гельмфельт (швед. Simon Grundel-Helmfelt; 25 вересня 1617 — 14 серпня 1677) — шведський державний діяч, військовик. Учасник Тридцятирічної, московської і Північної війни. Представник шляхетного шведського роду Грюндель-Гельмфельтів. Народився у Стокгольмі, Швеція. Син Якова Грюнделя, нащадка вихідців із Богемії, та Єлизавети Депкен. Генерал-майор від інфантерії (1655—1658), генерал-лейтенант (1658—1668), фельдмаршал (1668—1677). Губернатор Риги (1656). Генерал-губернатор Нарви, Інгерманландії й Кексгольмьського лену (1659—1664, 1668—1673). Королівський радник (1673—1677). Помер у Ландскруні, Швеція.